# Ризадей
Ризадей — населённый пункт (тип: железнодорожный разъезд) в Сызранском районе Самарской области в составе сельского поселения Новозаборовский. Фактически урочище.

## География
Находится у железнодорожной линии Пенза — Сызрань на расстоянии примерно 11 километров на запад от северо-западной границы города Сызрань.

## История
Населённый пункт появился при строительстве железной дороги. В селении жили семьи тех, кто обслуживал железнодорожную инфраструктуру.

## Население
| 2010 |
| ---- |
| 0    |

Национальный состав
Согласно результатам переписи 2002 года, в национальной структуре населения
русские составляли 100 % из 3 чел.
Постоянное население составляло 3 человека (русские 100 %) в 2002 году, 0 в 2010 году.

## Инфраструктура
Путевое хозяйство Куйбышевской железной дороги. Действует остановочный пункт Ризадей.

## Транспорт
Автомобильный (в пешей доступности автодорога 36К-733) и железнодорожный транспорт.